# ゲイリー・ハイドニック
ゲイリー・マイケル・ハイドニック（英語: Gary Michael Heidnik, 1943年11月21日 - 1999年7月6日）は、アメリカ合衆国の連続殺人犯、強姦犯。ヘイドニック、ハイドニクとも表記される。異名はハンバーガー司祭。
1986年11月から1987年3月にかけての5ヶ月間にわたって、黒人女性に「自分の子供を産ませるため」にフィラデルフィア市内のスラムの自宅の地下室に6人の売春婦を監禁。強姦、暴行、虐待などを加え、そのうちのふたりを殺害した。

## 経歴

### 少年期
オハイオ州クリーブランド郊外で金型製造業の父マイケルと美容師の母エレンとの間に長男として生まれた。ゲイリー誕生の1年半後、弟が生まれたころから両親の間で諍いが絶えず、2歳の時に離婚が成立した。原因はアルコール使用障害の母親の浮気で、相手が黒人男性であったことから、幼い兄弟は父親から人種差別の念、とりわけ黒人蔑視の感情をことあるごとに聞かされて育った。ちなみに母親は、その後、2人の黒人男性と再婚したのち、ガンを苦にして服毒自殺している。ハイドニックは事件後、父親は異常なほど厳格かつ冷酷な男で、子供の自尊心を傷つけるようなことを平然と繰り返していたと語っている。また、弟のテリーによると、子供のときに木から落ちて頭の形がいびつになったため、クラスメートから「フットボール頭」などと呼ばれてからかわれていたという。父のマイケル・ハイドニックは、息子の事件を知った後、取材に訪れた記者に「あの男は狂っている。ゲイリーが本当にそんなことをしでかしたのなら、さっさと死刑にしてもらいたい。私が電気椅子のスイッチを入れたいくらいさ」と述べ、息子を完全に見放している。
13歳のとき、軍隊と戦争に熱中するようになり、サイズの合わない軍服を着たり、戦争関係の本を読み漁るようになる一方、株式投資にも並々ならぬ関心を抱き、新聞の株式欄や専門書を読んで本格的に研究しはじめた。14歳になると、将来の目標を軍人になることと思い定め、名門のミリタリー・スクール（軍隊組織の私立学校）、スタントン・ミリタリー・アカデミーへ進学。そこでめきめき頭角をあらわすが、最終学年になって突然、理由を告げずに中退してしまう。その後、実家に戻り、地元の高校に編入するが、兵役に就ける年齢になると直ちに退学してアメリカ陸軍へ入隊した。

### 青年期
陸軍へ入隊したハイドニックは、軍内で志望するキャリアを問われた際、憲兵や兵器管理などの専門的な分野を希望したが、陸軍はハイドニックに対し衛生兵として訓練を受けるよう命じた。これを受けてテキサス州サンアントニオのフォート・サム・ヒューストン基地で訓練を受け、優秀な成績で訓練を終了し衛生兵の資格を得る。この時期には高校卒業資格も取得している。勤務成績は優秀で、上官や同僚の評価も高かったが、すぐに仲間の兵士相手に高利貸しを始め、一時は利子だけで給料を上回る収入を得ていた。しかし、高い金利に苦しんだ兵士の密告によりこのことが陸軍上層部に知られたため、借り手から金を回収するまえに懲罰としてドイツ・ラントシュトゥールの駐留部隊へ転属させられた。しばらくは大人しくすごしていたが、このころから彼は激しい頭痛、めまい、かすみ目、吐き気などの体調不良を訴え始めた。ハイドニックを診察した軍医は当初胃腸炎と診断したが、症状は改善せず、やがて重度の精神疾患にたびたび見舞われるようになり、トリフルオペラジンなどの薬品を投与されることになる。結局、1963年に本国へ送還されフィラデルフィアの陸軍病院へ入院。そこで統合失調人格障害と診断されたため、軍務に耐えられないとみなされて陸軍を名誉除隊となり、軍人復員庁（現在のアメリカ合衆国退役軍人省退役軍人給付管理局）から支給される精神障害者年金の満額受給資格（月約2000ドル）が認められた。除隊後は、そのままフィラデルフィアに住むようになり、看護師養成所でトレーニングを受けて看護師資格を取得したほか、ペンシルベニア大学で心理学や商法、経営学などの単位を取得していたが、この間にも13回に及ぶ自殺未遂や、精神病院への入退院を20回以上も繰り返している。彼の診察に当たった精神科医らは、その独特の奇行（神経性の顔面痙攣、長時間の沈黙、派手な仕草で軍隊式の敬礼をする、など）を、「ハイドニキズム」と呼んでいた。また、一時はペンシルベニア州コーツヴィルにある退役軍人病院の看護師として短期間勤務したが、欠勤を頻繁に繰り返した上に患者に対してたびたび暴言を吐いたとして解雇されている。
1971年に入ると、ハイドニックは宗教法人「神のしもべ統一教会（United Church of the Ministers God）」を設立している。教会設立のきっかけは「ある日、いつものように朝起きて、町のダイナーで朝食をとりに行こうと車を運転していたら、そのまま西へ車を何日も何日も走らせ、気が付いたら西海岸にたどり着いた。そこでカリフォルニアのマリブビーチで海を朝から晩まで無心に眺めていると、突然神が私に『教会を開き、子供を作れ』と告げた」とハイドニックはのちに述べている。教会を設立した彼は、熱心にスラム街で信者獲得に励み、教会兼自宅に会衆を集めて短い説教をした後、彼らを教会所有のバンに載せてマクドナルドへ行き、ハンバーガーを振る舞っていた。このことから、スラム街の住人たちはハイドニックのことを「ハンバーガー司祭」と呼ぶようになる。
このように自身の教会の布教活動に熱心だったが、一方で高額の年金を得たハイドニックは、宗教法人を設立したことにより免税措置を受けられることから、少年時代より関心を寄せていた株式投資に本格的に乗り出し、1975年、メリルリンチに1500ドルで証券取引用口座を教会名義で開設した。IQ148という明晰な頭脳を武器に、わずか数年で50万ドルの資産を築き上げることに成功する。株式投資家としてのハイドニックは、メリルリンチでハイドニックの担当となったプロの投資コンサルタントも舌を巻くほどの理論家であり、このことがのちの殺人事件の裁判で彼に不利に働く材料の一つとなった。
1978年、知的障害を持つ黒人女性の信者を妊娠させたうえ、不法に監禁し、虐待を加えたなどで逮捕、懲役3年以上7年未満の実刑判決を受けた。被害者の女性はひどく衰弱していたが、女の子を出産している。ただし、母親には養育能力がないとして州当局により養子に出されてしまった。ハイドニックは彼女以外にも3人の女性（いずれも知的障害者）に子供を産ませていたが、同様の理由で施設の保護下に置かれており、ハイドニックの子供への執着は一層深まるばかりだった。実刑判決を受けたハイドニックは、その期間をほとんど精神病院で過ごしたのち、1983年に仮釈放される。その後は結婚斡旋所の紹介でフィリピン人女性と結婚するが、ハイドニックの性欲の強さと浮気に耐えられず、たった3ヶ月で離婚してしまう。このとき、彼女はハイドニックとの子供を宿していたが、ハイドニックには伝えず、男の子を出産後、手紙でそのことを伝えた。この時点で、ハイドニックの子供への執着は危険なまでに高まっていた。

## 事件の概要

### 監禁
1986年11月26日、フィラデルフィアのスラム街で客引きをしていた26歳の売春婦Aが、新車のキャデラックに乗ったハイドニックに声をかけられた。そして、ノース・マーシャル・ストリート3520番地にあるハイドニックの自宅のベッドでセックスした後、首を絞められて地下室に放り込まれる。そこで彼女は、小さな穴を見て自分の墓穴だと思い込み泣き叫んだ。ハイドニックはAをなだめると、自分の計画を語った。「ここに何人もの女たちを閉じ込めて、私の子供を産ませるんだ。大家族を作るんだよ」。
11月29日になると、25歳のBがAの仲間として連れてこられた。彼女は以前、ハイドニックの子を妊娠し、出産費用として1000ドルを渡したにもかかわらず、産みたくなかった彼女は中絶し、そのことでハイドニックの恨みを買っていた。
12月22日には19歳のC、年が明けて1987年1月1日には23歳のD、さらに1月18日には18歳のEがハイドニックの「大家族」計画に貢献するべく地下室の囚人になった。彼女たちを鎖に繋いだハイドニックは、連日自分とのセックスだけでなく、レズ行為などを強要した他、殴ったり食事を与えなかったりして虐待していた。このころになると、模範的に振る舞ってきたAはハイドニックの信頼を勝ち得て特別待遇になっていた。地下室から出て、キッチンでハイドニックと食事を共にし、また同伴ではあったが外出も許された。

### 殺人
2月に入ると、BとDが死にたくないという思いで必死の抵抗を試みるが、ハイドニックは手足を縛ったBを天井の梁から吊るし、大量のパンを無理矢理のどへ押し込み、飲み込むまで口を押さえつけた。こうしたパン責めが約1週間も続いた結果、2月上旬、Bは衰弱して、パンをのどに詰まらせて窒息死してしまう。ハイドニックは遺体を地下室から運び去ると、それを解体。わざと音が聞こえるようにチェーンソーを用いた。その後、Dを地下室から階上へ連れ出した。数分後、真っ青になって戻ってきたDは皆に「鍋の中のBの頭を見せられた」と告げた。その日の夕食は、ドッグフードにBの肉を混ぜたものだった。ちなみにこのとき、頭部の入った鍋を焦げ付かせてしまったため、近所から苦情が殺到、警察が出動するさわぎになったが、ハイドニックはそつのない対応で騒ぎを収めてしまった。
しばらくは様子を伺っていたDだったが、彼女は再びハイドニックに抵抗し始める。業を煮やした彼は、連帯責任だと称して、Aを除く全員を地下の穴に入れ、彼女に水を張らせたうえで電線を入れて電流を流し込むという拷問を行なった。この結果、Dは感電死という無惨な殺され方をされる。ハイドニックは、Bの死体処理を失敗、遺体をニュージャージー州の森の中に埋めるが、このときAは傍らにいた。その後、Aに自分の意志でDを殺害した旨の「自白書」へのサインをさせた。

### 脱出
ハイドニックは、Aが完全に自分の支配下になったものと信じ込んでいたが、彼女はなにがなんでも脱出するつもりで、そのチャンスを窺っていた。ハイドニックの信頼を得るため、他の被害女性が地下室に散らばるガラスや鉄パイプを隠し、襲撃のチャンスを窺っていることを密告し、またハイドニックの行なう拷問にも自ら進んで協力した。彼女がすっかり自分の色に染まったと思い込んだハイドニックは、一緒に外出し、服を買ったり、マクドナルドでごちそうするようになった。そして、信頼関係が揺るぎ無いものになったことを確認し、3月24日、意を決して「自分の子供に会わせて欲しい」と頼んだ。ハイドニックはこれを許し、彼女の自宅近くで車から降ろした。Aは、自宅へは戻らず、かつての恋人の住むアパートへ駆けこみ、一部始終を話して警察へ通報するように頼んだ。
元恋人も通報を受けた警察も当初は半信半疑だったが、彼女の身体についた傷の様子を見て、捜査の必要性を感じ、直ちにハイドニックの身柄を確保するとともに、家宅捜査令状を取り、明け方に強制捜査が行なわれた。Aの証言通り、地下室から若い黒人女性が3人発見（うち一人は、Aが脱出する前日に新たに監禁されていた24歳のFである）され、キッチンからはBの肋骨や腕などが発見され、その凄惨な光景にベテラン刑事ですら激しく嘔吐したという。

### 裁判
1988年6月20日にフィラデルフィア地裁653号法廷でハイドニックの公判が開かれた。あまりにも異常な事件だったため、法廷がマスコミの取材合戦の場になり、事件関係者の人権が侵害されることを懸念したリン・エイブラハム判事が厳重な報道規制を敷き、後に被害者の一人と報道陣が法廷の廊下でトラブルを起こすと、カメラマンの裁判所への立ち入りを禁止して物議を醸した。また、判事は、被告人を病人扱いにして、同情を買おうとする証言を警戒し、被告人の精神状態に関する証言は、厳密に心理テストのオリジナルのデータに基づかなければならない、という裁定を下し、結果として精神異常による無罪を申し立てようとした弁護側に大きな制約を与えた。
7月1日、陪審団はハイドニックを2件の第一級殺人罪と18件の訴因について有罪を評決、翌日、彼はBに対する殺人罪で死刑判決を受けた。3ヶ月後には、D殺害についても死刑判決を言い渡されている。
収監されてから黒人の囚人たちにリンチされたため隔離されたが自殺未遂を繰り返し厳重に監視された。1999年7月6日、薬物注射による死刑が執行。55歳没。

## 大衆文化への影響
- 羊たちの沈黙 - 1988年の小説。1990年に映画化。
- コレクター - 2012年の映画。